# Max Wolf
Maximilian Franz Joseph Cornelius Wolf (Heidelberg, 21 juni 1863 – aldaar, 3 oktober 1932) was een Duits astronoom. Hij was een van de grondleggers van de astrofotografie.
Hij werd geboren in Heidelberg. In 1888 promoveerde hij aan de Universiteit van Heidelberg, en trad in 1890 toe tot de wetenschappelijke staf.
Gedurende zijn periode in Heidelberg ontdekte hij meer dan 200 planetoïden, beginnend met 323 Brucia in 1891. Hij ontwikkelde het gebruik van astrofotografische technieken om het ontdekken van planetoïden te vereenvoudigen. De snelheid waarmee planetoïden werden ontdekt nam daardoor aanzienlijk toe ten opzichte van de oudere, visuele, methoden. In tijdopnames verschijnen planetoïden als korte streepjes, als gevolg van hun beweging ten opzichte van de vaste sterren.
Daarnaast ontwikkelde hij het Wolfdiagram dat gebruikt kan worden voor een statistische bepaling van de afstand en extinctie van absorptienevels.

## Ontdekkingen
Hij ontdekte onder meer 588 Achilles (de eerste zogenaamde Trojaan) in 1906, alsmede twee andere Trojanen: 659 Nestor en 884 Priamus. Hij ontdekte ook 887 Alinda in 1918, een aardscheerder uit de Amor groep.
Het Minor Planet Center duidt zijn ontdekkingen aan met "M. F. Wolf"; er is ook een recentere "M. Wolf", wat staat voor Marek Wolf.
Hij ontdekte ook enkele kometen, waaronder 14P/Wolf en 43P/Wolf-Harrington.
Naast planetoïden ontdekte hij ook Wolf 359, een rode dwerg die een van de dichtstbijzijnde sterren is van de Zon. Wolf-Rayetsterren werden echter niet door Max Wolf ontdekt, maar door de Franse astronomen  Charles Wolf en Georges Rayet.

## Erkenning
Medailles
- Gold Medal of the Royal Astronomical Society (1914)
- Bruce Medal (1930)

Naar hem vernoemd
- Max Wolf, krater in Mare Nubium op de Maan.
- planetoïde 827 Wolfiana
- Wolfdiagram - gebruikt bij de bepaling van de afstand van absorptienevels

- Bibliothèque nationale de France: cb106854067 (data)
- Stuttgart Database of Scientific Illustrators 1450–1950: 5991
- Gemeinsame Normdatei: 11876988X
- International Standard Name Identifier: 0000 0001 0965 6610
- Library of Congress Control Number: n83826773
- Mathematics Genealogy Project: 73765
- Nederlandse Thesaurus van Auteursnamen: 163425221
- PIC: 274876
- RKD-Nederlands Instituut voor Kunstgeschiedenis: 337814
- SNAC: w6q6724p
- Système universitaire de documentation: 07928826X
- Union List of Artist Names: 500459996
- Virtual International Authority File: 40174197
- WorldCat: E39PBJrGrYMtm7WCJM3W7PX8G3